# Nordirlands flag
Nordirlands flag består af et rødt georgskors på et hvidt felt, med en rød hånd i en hvid sekstakket stjerne med krone over i midten. Mellem 1924 og 1972 var det den nordirske regeringens officielle flag, men efter, at det direkte styre blev indført i 1972 har det været provinsens uofficielle flag. Denne situation fortsatte også i perioderne med nord-irsk selvstyre, først fra 1999 til 2002 og derefter igen fra 2007. 
Nordirlands uofficielle flag er baseret på det gamle flag for provinsen Ulster, som har et rødt georgskors på gul bund, med en rød hånd på et hvidt skjold i midten. Det bruges mest af unionister, men er også symbolet som bruges for regionen i Commonwealth Games og UEFA-kampe.

## Flagstrid
Spørgsmålet om et officielt flag for Nordirland er et af de mange vanskelige stridsspørgsmål mellem de to dominerende folkegrupper i provinsen. 
I Belfastaftalen, som skulle sikre magtdelingen mellem parterne i Nordirland, står der ingenting om provinsens flag. Statsretsligt er Nordirland en del af unionen med navnet Det forenede kongerige Storbritannien og Nordirland, noget som Republikken Irland, efter fredsaftalen i 1998, har konstitutionelt anerkendt. Republikken gjorde tidligere krav på Nordirland. 
Blandt nationalister, tilhængere af foreningen med Irland benyttes også den irske tricolore. Brug af flaget blev i 1954 forbudt i Nordirland, fordi det blev anset som en politisk provokation at bruge det. I 1964 udløste fjernelsen af en tricolore fra et af Sinn Féins kontorer i Belfast to dage lange, kraftige optøjer. I en periode blev flaget brugt af IRA til at lægge fælder for sikkerhedsstyrkerne; et flag blev f.eks. hængt op i en lygtepæl, og når en soldat eller politimand forsøgte at tage det ned blev en sprængladning udløst. 
Flagspørgsmålet er fortsat et sensitivt emne, eftersom særligt republikanere benytter sine valgte positioner til at hejse republikkens tricolore på offentlige bygninger. Unionistene viser på deres side, at aftalen anerkender Nordirland som en del af Det forenede kongerige, eftersom det britiske flag skal være det eneste, som bruges af myndighederne. På offentlige flagstænger bruges Union Jack, men også dette kan til tider skabe kontroverser. 
Det foreligger flere forslag om en ny udformning af flaget i forbindelse med, at home rule i Nordirland har genindført selvstyre til regionen i 2007.